# Kaliszki (województwo warmińsko-mazurskie)
Kaliszki (niem. Kallischken, 1938–1945 Flockau) – osada w Polsce położona w województwie warmińsko-mazurskim, w powiecie piskim, w gminie Biała Piska. W latach 1975–1998 miejscowość administracyjnie należała do województwa suwalskiego.
We wsi znajduje się XIX-wieczny dworek. Do dworu przylega piękny park wpisany do rejestru zabytków. Najcenniejszymi okazami są dwa 300-letnie dęby oraz stary modrzew.
W miejscowości działało Państwowe Gospodarstwo Rolne Kaliszki.

## Historia
Historia wsi Kaliszki sięga czasów krzyżackich. Kaliszki powstały w początkowym okresie kolonizacji prowadzonej przez Krzyżaków w prokuratorii piskiej, która stanowiła wówczas rozległy kompleks leśny Wielkiej Puszczy, połączony z obecną Puszczą Zieloną. Początkowo była to wieś ziemiańska, dobra służebne w posiadaniu drobnego rycerstwa (tak zwani wolni, ziemianie w język staropolskim), z obowiązkiem służby rycerskiej (zbrojnej). Wymienia już w dokumantach z 1424, 1428 i 1448 r. W XV i XVI w. w dokumentach wieś zapisywana pod nazwami: Kallishchken, Heynitzinn, Haenitzen, Hennitzen, Haeinczen. W 1471 r. właścicielem wsi był niejaki Hińcza – od jego nazwiska najpewniej wzięła się dawna nazwa wsi - Hińce.
W 1424 r. Kaliszki wymieniane były jako nowa wieś na 70 łanach przy szańcach, obsadzona przez niejakiego Paszka (prawdopodobnie był to Paszko Przyborowski, właściciel Kowalewa oraz Mikut), wydzielona przez samego mistrza. Pierwsze dokumenty lokacyjne dla osadników z prokuratorii Piskiej pochodzą z 1428 r. Osiedlana tu była ludność, która przybyła niemal wyłącznie z Mazowsza – szlachta zagrodowa, kmiecie i czeladź. Pierwszy dokument o wsi Kaliszki (Kallishchken) pochodzi z 1447 r. i mówi on: "wieś ma być założona w naszej Dąbrowie, nie było tu osady tylko lasy się ciągnęły". W 1447 Kaliszki przeszły w posiadanie Jana Flottaua z nadania komtura Eberharda von Wesenthaua, z rozkazu wielkiego mistrza Konrada von Erlichshausena. Jan Flotau otrzymał 70 łanów na prawie magdeburskim z obowiązkiem dwóch służb zbrojnych. W 1556 r. Kaliszki liczyły 70 łanów i należały do rodziny Kneblów.
W 1447 między Kaliszkami a Białą Piską działał tartak. W 1559 wymieniana jest karczma w Kaliszkach.
Dwór neoklasycystyczny został wzniesiony w 1830 roku prawdopodobnie z częściowym wykorzystaniem starszej budowli. W końcu XIX wieku cały majątek ziemski obejmował 1194 ha i był własnością rodziny Jorstreuter. W latach 20. dobra należały do rodziny Windensein, funkcjonowała wówczas gorzelnia. W 1938 roku w ramach akcji germanizacyjnej urzędowa nazwa wsi została zmieniona na Flockau.
Po drugiej wojnie światowej majątek został przekształcony w państwowe gospodarstwo rolne (PGR).